# Freadelpha amoena
Freadelpha amoena är en skalbaggsart som först beskrevs av John Obadiah Westwood 1841.  Freadelpha amoena ingår i släktet Freadelpha och familjen långhorningar.
Artens utbredningsområde är:
- Gabon.
- Ghana.

Inga underarter finns listade i Catalogue of Life.